# Йоан Павел II
Св. папа Йоан Павел II (на латински: Ioannes Paulus PP. II), с рождено име Ка̀рол Ю̀зеф Войтѝла (на полски: Karol Józef Wojtyła), е полски римокатолически духовник, първият папа от славянски произход и първият папа след папа Адриан VI (1522 г.), който не е италианец. Служи като папа от 16 октомври 1978 г. до смъртта си на 2 април 2005 г. Обявен е за блажен на 1 май 2011 г. от папа Бенедикт XVI. Той е известен и с литературното си творчество, в това число няколко пиеси и стихосбирки. Стиховете му са доста херметични, със сложна философска образност. Превеждан е на български. На 27 април 2014 г., първата неделя след Възкресение Христово, папа Йоан Павел II заедно с папа Йоан XXIII на тържествена церемония е канонизиран за светия от папа Франциск.

## Биография
Войтила е роден на 18 май 1920 г. във Вадовице, Полша. Той е третото дете в семейството на полския офицер от запаса Карол Войтила и жена му Емилия (с моминско име Качоровска). Според общинските документи, те са дребни селяни, но според други – търговци. Братът на Войтила се нарича Едмунд.
Бащата на бъдещия папа говорел перфектно немски и учил сина си вкъщи. Впоследствие младият Карол се научава да говори немски с австрийски акцент. Майка му умира на 13 април 1929 г., а брат му Едмунд – на 5 декември 1932 г.
Карол Войтила е наричан от другите „Голаджията“, защото играе център-нападетел в градския футболен отбор, съставен най-вече от млади евреи.
Отначало той е искал да се занимава с театър и литература, като бил много вглъбен в революционната полска литература. Войтила знаел наизуст цели пасажи от Хенрик Сенкевич и Адам Мицкевич, а любимият му поет бил Циприан Норвид. Той е силно повлиян от актьора Мечислав Котлярчик, който има дисциплината на свещеник.
След като завършва гимназията, Войтила отбива военната си служба като строителен работник. После се премества в Краков заедно с баща си.
Войтила следва по-късно в Ягелонския университет. Там изучава средновековна и модерна полска поезия, литературни текстове, чете пиеси и романи, учи руски, църковнославянски, латински. Той е интелектуален водач, рецитира стихове, играе в театъра.
Войтила е бегач на дълги разстояния и много добър скиор.
По време на Втората световна война обстановката в Краков и Полша е неблагоприятна. Тогава Войтила чете усилено, учи френски, задълбочава се в Стария завет. Четири години работи като копач в каменна кариера, а по-късно и в химическа фабрика, за да не го депортират в Германия. 60 младежи са разделени на четири групи от по 15-ина души, като сред тях е и Войтила. Те започват да се занимават незаконно с религиозна дейност. Тогава Карол Войтила пише пиесите Йов и Давид и превежда от гръцки Едип на Софокъл.
На 29 февруари 1944 г. е блъснат от камион след две дванайсетчасови смени в каменната кариера. Закаран е в болница и се възстановява там около две седмици – до 12 март.
Когато настъпва краят на Втората световна война, Войтила подновява курсовете си във факултета по теология в Ягелонския университет. На 1 ноември 1946 г. той е ръкоположен за свещеник.
През лятото на 1947 г. той изпълнява свещеническа мисия сред полските емигранти във Франция, Белгия и Холандия. На 19 юли 1948 г. защитава доктората си по теология, като темата е „Проблемът за вярата в делата на Св. Йоан Кръстни“.
В началото на юли 1948 г. Карол Войтила се завръща в Полша.
Той е викарий на различни енории в Краков, както и капелан на студентите от университета до 1 септември 1951 г., когато продължава изучаването на философия и теология. На 3 декември 1953 г. защитава професура на тема „Оценка на възможността за намиране на католическа етика в етичната система на Макс Шелер“ в Католическия университет в Люблин. По-късно Войтила става професор по социална етика и морална теология в Краковската семинария и в Люблинския университет.
На 4 юли 1958 г. папа Пий XII го назначава за помощник-епископ. На 28 септември е ръкоположен за епископ от архиепископ Еугениуш Бажак във Вавелската катедрала в Краков.
Папа Павел VI го номинира за архиепископ на Краков на 13 януари 1964 г., а на 26 юни 1967 г. той е вече кардинал.

## Понтификат
От началото на своето папство, което започва на 16 октомври 1978 г., папа Йоан Павел II е направил 102 папски посещения извън Ватикан и над 140 в Италия. Като епископ на Рим е посетил 301 от всичките 334 епархии.
Издал е 14 енциклики и е написал 13 апостолически проповеди, 11 апостолически конституции и 41 апостолически писма.
Папа Йоан Павел II е публикувал и две книги – „Прекрачване на прага на надеждата“ (октомври 1994 г.) и „Дар и мистика: 50-а годишнина от ръкополагането ми за свещеник“ (ноември 1996 г.).
Йоан Павел II е председателствал 131 беатификационни церемонии (за блажени са обявени 1282 души) и 43 церемонии за канонизиране (за светци са обявени 456). Провел е 8 консистории, при които е обявил 201 души за кардинали.
От 1978 г. до смъртта си Светият отец е председателствал 15 синода на епископите – 6 редовни, един извънреден и 8 специални.
Никой друг папа не е събирал толкова много хора – на Генералните му меси в сряда са минали около 16 милиона богомолци, без да се броят извънредните и специални церемонии. За церемонията по посрещането на новото хилядолетие през 2000 г. се събират около 8 милиона богомолци.
Има 38 официални визити, 650 аудиенции и срещи с държавни глави и 212 аудиенции с министър-председатели. През 2002 г. посещава и България.

## Провеждана политика
Оказаната подкрепа на дисидентите от бившия социалистически блок, и по-специално на полския синдикат Солидарност (Solidarność) и на Лех Валенса имат важна роля за събарянето на комунистическите режими в Източна Европа в края на 80-те години на 20 век.

## Отношение към въпроси от областта на науката
- 1 май 1991 г. – провъзгласява енцикликата Centesimus annus, стогодишно честване на „Rerum Novarum“, в която има препоръки за знанията и организацията.
- 31 октомври 1992 г. – произнася се в полза на реабилитирането на Галилей, осъден от Инквизицията на смърт чрез изгаряне (клада).
- 22 октомври 1996 г. – признава в слово пред Академия на науките на понтификата, че теорията на еволюцията е „нещо повече от само хипотеза“.
- 14 септември 1998 г. – провъзгласява енцикликата Fides et Ratio за взаимовръзките между вяра, разум и философия.

## Памет
На Йоан Павел II е наречена улица в квартал „Лозенец“ в София (Карта).